# The Magnificent Moodies
 (février 2023).
La mise en forme du texte ne suit pas les recommandations de Wikipédia : il faut le « wikifier ».
Les points d'amélioration suivants sont les cas les plus fréquents :
- Les titres sont pré-formatés par le logiciel. Ils ne sont ni en capitales, ni en gras.
- Le texte ne doit pas être écrit en capitales (les noms de famille non plus), ni en gras, ni en italique, ni en « petit »…
- Le gras n'est utilisé que pour surligner le titre de l'article dans l'introduction, une seule fois.
- L'italique est rarement utilisé : mots en langue étrangère, titres d'œuvres, noms de bateaux, etc.
- Les citations ne sont pas en italique mais en corps de texte normal. Elles sont entourées par des guillemets français : « et ».
- Les listes à puces sont à éviter, des paragraphes rédigés étant largement préférés. Les tableaux sont à réserver à la présentation de données structurées (résultats, etc.).
- Les appels de note de bas de page (petits chiffres en exposant, introduits par l'outil «  Source ») sont à placer entre la fin de phrase et le point final[comme ça].
- Les liens internes (vers d'autres articles de Wikipédia) sont à choisir avec parcimonie. Créez des liens vers des articles approfondissant le sujet. Les termes génériques sans rapport avec le sujet sont à éviter, ainsi que les répétitions de liens vers un même terme.
- Les liens externes sont à placer uniquement dans une section « Liens externes », à la fin de l'article. Ces liens sont à choisir avec parcimonie suivant les règles définies. Si un lien sert de source à l'article, son insertion dans le texte est à faire par les notes de bas de page.
- La présentation des références doit suivre les conventions bibliographiques. Il est recommandé d'utiliser les modèles {{Ouvrage}}, {{Chapitre}}, {{Article}}, {{Lien web}} et/ou {{Bibliographie}}. Le mode d'édition visuel peut mettre en forme automatiquement les références.
- Insérer une infobox (cadre d'informations à droite) n'est pas obligatoire pour parachever la mise en page.

Pour une aide détaillée, merci de consulter Aide:Wikification.
Si vous pensez que ces points ont été résolus, vous pouvez retirer ce bandeau et améliorer la mise en forme d'un autre article.
Albums de The Moody Blues
Days of Future Passed
(1967)
The Magnificent Moodies (paru aux États-Unis sous le titre Go Now - The Moody Blues #1), publié en 1965, est le premier album studio du groupe The Moody Blues et le seul avec sa formation originale (avec Denny Laine à la guitare et Clint Warwick à la basse, respectivement remplacés à partir du deuxième album par Justin Hayward et John Lodge).
L'album a connu cinq versions différentes, les deux publications originales pour le Royaume-Uni et pour les États-Unis, qui comptent chacune 12 titres, une première publication CD en 1988, qui reprend l'édition UK avec 12 pistes supplémentaires, une seconde version CD en 1992 qui reprend seulement les 7 premiers bonus, enfin l'édition de 2006 qui ajoute une nouvelle piste additionnelle et modifie légèrement l'ordre des autres bonus.
Ce premier album, dans ses versions vinyle originales ou ses versions CD étendues (les bonus sont les titres propres à la version US et des faces de 45 tours non reprises en album auparavant), compte des titres dans une tonalité principalement Rhythm 'n' Blues et soul, ce qu'illustre assez leur choix de reprises de titres de James Brown, Chris Kenner ou Willie Dixon. Malgré le choix différent de chansons, les deux éditions originales comportent principalement des reprises avec dans les deux cas huit titres sur douze, les compositions originales étant toutes cosignées par Denny Laine et Mike Pinder. À l'inverse, les titres additionnels sont principalement originaux, 10 sur 14, tous signés Laine & Pinder, sauf un titre signé par le seul Mike Pinder. L'édition de 2006 comporte donc au total 14 titres originaux et 12 reprises.

## Titres de l'édition UK de 1965 parDecca Records
Decca LK 4711 (mono only)
Face 1
1. I'll Go Crazy (James Brown ; Copyright Lois Music) – 2:08
2. Something You Got (Chris Kenner ; Copyright Jewel Music) – 2:47
3. Go Now (Larry Banks, Milton Bennett ; Copyright Belinda Music) – 3:07
4. Can't Nobody Love You (James Mitchell ; Copyright Belinda Music) – 3:57
5. I Don't Mind (James Brown ; Copyright Lois Music) – 3:22
6. I've Got a Dream (Jeff Barry, Ellie Greenwich ; Copyright Aberbach Music) – 2:48

Face 2
1. Let Me Go (Denny Laine, Mike Pinder; Copyright Sparta Music) – 3:09
2. Stop (Laine, Pinder ; Copyright Sparta Music) – 2:01
3. Thank You Baby (Laine, Pinder ; Copyright Sparta Music) – 2:24
4. It Ain't Necessarily So (George Gershwin, Ira Gershwin ; Copyright Chappell Music) – 3:15
5. True Story (Laine, Pinder ; Copyright Sparta Music) – 1:41
6. Bye Bye Bird (Sonny Boy Williamson II, Willie Dixon ; Copyright Jewel Music) – 2:45

## Titres de l'édition US de 1965 parLondon Records
London LL 3428 (mono), PS 428 (stereo)
Face 1
1. I'll Go Crazy (Brown) – 2:08
2. And My Baby's Gone (Laine, Pinder) – 2:15
3. Go Now (Banks, Bennett) – 3:10
4. It's Easy Child (Kay Bennett, Sue Sandler, Gene Redd) – 3:10
5. Can't Nobody Love You (Mitchell) – 4:00
6. I've Got a Dream (Barry, Greenwich) – 2:50

Face 2
1. Let Me Go (Laine, Pinder) – 3:08
2. I Don't Want to Go on Without You (Bert Berns, Jerry Wexler) – 2:45
3. True Story (Laine, Pinder) – 1:40
4. It Ain't Necessarily So (G Gershwin, I Gershwin) – 2:47
5. Bye Bye Bird (Williamson, Dixon) – 2:50 (avec la coquille Bye Bye Burd au dos de la pochette et sur l'étiquette du disque)
6. From the Bottom of My Heart (I Love You) (Laine, Pinder) – 3:20

## Titres de l'édition CD de 1988, coproductionDecca Records/London Records
- Les 12 chansons de l'album original Decca

Chansons additionnelles
1. Steal Your Heart Away (Parker) – 2:17
2. Lose Your Money (But Don't Lose Your Mind) (Mike Pinder) – 2:02
3. It's Easy Child (Kay Bennett, Sue Sandler, Gene Redd) – 3:16
4. I Don't Want to Go on Without You (Bert Berns, Jerry Wexler) – 2:48
5. Time Is On My Side (Norman Meade) – 3:05
6. From the Bottom of My Heart (I Love You) (Laine, Pinder) – 3:28
7. And My Baby's Gone (Laine, Pinder) – 2:25
8. Everyday (Pinder, Laine) – 1:50
9. You Don't (All The Time) (Pinder, Laine) – 2:24
10. This Is My House (But Nobody Calls) (Laine, Pinder) – 2:38
11. Life's Not Life (Laine, Pinder) – 2:38
12. He Can Win (Pinder, Laine) – 2:29
13. Boulevard de la Madelaine (Pinder, Laine) – 2:55

## Titres de l'édition CD de 1992, parRepertoire Records
Contient les 19 premières chansons du CD de 1988

## Titres de l'édition CD de 2006, parRepertoire Records
- Les 12 chansons de l'album original Decca

Chansons additionnelles
1. People Gotta Go (Laine, Pinder) -2:33
2. Steal Your Heart Away (Bobby Parker) – 2:17
3. Lose Your Money (But Don't Lose Your Mind) (Mike Pinder) – 2:02
4. It's Easy Child (Kay Bennett, Sue Sandler, Gene Redd) – 3:16
5. I Don't Want to Go on Without You (Bert Berns, Jerry Wexler) – 2:48
6. Time Is On My Side (Norman Meade) – 3:05
7. From the Bottom of My Heart (I Love You) (Laine, Pinder) – 3:28
8. And My Baby's Gone (Laine, Pinder) – 2:25
9. Everyday (Pinder, Laine) – 1:50
10. You Don't (All The Time) (Pinder, Laine) – 2:24
11. Boulevard de la Madelaine (Pinder, Laine) – 2:55
12. This Is My House (But Nobody Calls) (Laine, Pinder) – 2:38
13. Life's Not Life (Laine, Pinder) – 2:38
14. He Can Win (Pinder, Laine) – 2:29

## Musiciens
- Ray Thomas – chant, flûte, percussions
- Denny Laine – guitares, harmonica, chant
- Clint Warwick – basse, chœurs
- Mike Pinder – piano, orgue, chœurs
- Graeme Edge – batterie, percussions, chœurs

## Personnel additionnel
- Elaine Caswell (de) – percussions